# Diecezja Molegbe
Diecezja Molegbe – diecezja rzymskokatolicka  w Demokratycznej Republice Konga. Powstała w 1911 jako prefektura apostolska Belgijskiego Ubanghi. Podniesiona do rangi wikariatu apostolskiego w 1935, a diecezji w 1959.

## Biskupi diecezjalni
- Fulgenzio da Gerard-Montes, OFMCap. (1911 – 1930)
- Basilio Ottavio Tanghe, OFMCap. (1931 – 1947)
- Jean Ghislain Delcuve, OFMCap. (1948 – 1958)
- Léon Théobald Delaere, OFMCap. (1958 – 1967)
- Joseph Kesenge Wandangakongu (1968 – 1997)
- Ignace Matondo Kwa Nzambi (1998 – 2007)
- Dominique Bulamatari (2009 – 2023)
- Joseph Mopepe Ngongo (od 2025)